# Yangchang (köping i Kina, Yunnan)
Yangchang är en köping i Kina. Den ligger i provinsen Yunnan, i den sydvästra delen av landet, omkring 190 kilometer nordost om provinshuvudstaden Kunming. Antalet invånare är 53 588. Befolkningen består av 25 135 kvinnor och 28 453 män. Barn under 15 år utgör 22,0 %, vuxna 15-64 år 69 %, och äldre över 65 år 8,0 %.
Genomsnittlig årsnederbörd är 1 282 millimeter. Den regnigaste månaden är juni, med i genomsnitt 306 mm nederbörd, och den torraste är januari, med 14 mm nederbörd.